# Nem nướng
Nem nướng (literalmente "salsicha grelhada") é um tipo de linguiça ou almôndega grelhada ou assada, feita de carne de porco, típica do Vietnã. É uma comida bastante popular no país, podendo ser servida como um aperitivo individual ou um lanche, ou servido com massa alimentícia de arroz ou arroz simples como um prato principal. Nem nuóng é uma especialidade da província de Khánh Hòa, especificamente da cidade de Nha Trang.

## Ingredientes e preparação
Nem nướng é feita de carne de porco moída, sendo que entre um terço e metade de sua composição é feita de gordura de porco. A carne é geralmente temperada com chalotas picadas, alho amassado, molho de peixe, açúcar e pimenta-do-reino.
A mistura de carne com temperos é moldada como linguiças ou almôndegas, e então grelhada ou assada (mais comumente grelhada).

## Uso em pratos
Nem nướng pode ser comido sozinho como um aperitivo ou um lanche, e mergulhado em Nước chấm, um tipo de molho de peixe diluído em água e temperado com açúcar, suco de limão, alho e pimenta olho-de-pássaro fresca; às vezes, também pode-se usar vinagre. Outro molho popular para acompanhar a receita é um molho de amendoim, denso, feito de manteiga de amendoim misturada com molho de hoisin, temperada com molho de peixe e alho esmagado, e depois coberto com amendoim torrado cortado em pedaços pequenos ou amassado. O prato é servido com legumes e hortaliças frescos, como alface, e legumes cortados em finas fatias (julienne), como cenouras e rabanetes, e ervas frescas como hortelã e manjericão.
Nem nướng também pode ser servido como parte de um prato principal de uma refeição, em cima de macarrão de arroz, como em Bún thịt nướng (lit. carne grelhada com macarrão de arroz), e sobre o arroz simples, como por exemplo no prato Cơm tấm.
Nem nướng  também é um recheio comum para Gỏi cuốn (carne ou frutos do mar, vegetais frescos e ervas envoltas em papel de arroz transparente).